# Grincourt-lès-Pas
Pour l’article ayant un titre homophone, voir Graincourt-lès-Havrincourt.
Grincourt-lès-Pas est une commune française située dans le département du Pas-de-Calais en région Hauts-de-France. Ses habitants sont appelés les Grincourtois.
La commune fait partie de la communauté de communes des Campagnes de l'Artois qui regroupe 96 communes et compte 33 141 habitants en 2021.

## Géographie

### Localisation
Localisée dans le sud-est du département du Pas-de-Calais et limitrophe du département de la Somme, Grincourt-lès-Pas est une commune de la vallée de la Quilliene située, à vol d'oiseau, à 11 km à l'est de la commune de Doullens, à 22 km au sud-ouest de la commune d’Arras (chef-lieu d'arrondissement et préfecture du Pas-de-Calais) et à 30 km au nord de la commune d'Amiens (aire d'attraction).
Le territoire de la commune est limitrophe de ceux de quatre communes, dont une, Lucheux, dans le département de la Somme.
Les communes limitrophes sont  Lucheux, Mondicourt, Pas-en-Artois et Warlincourt-lès-Pas.

### Géologie et relief
La superficie de la commune est de 2,79 km2 ; son altitude varie de 100  à   166 mètres.

### Hydrographie
Le territoire de la commune est situé dans le bassin Artois-Picardie.
La commune est traversée par deux cours d'eau :
- la Quilliene, d'une longueur de 11,88 km, qui prend sa source dans la commune de Saulty et se jette dans l'Authie au niveau de la commune de Thièvres dans le département de la Somme[4] ;

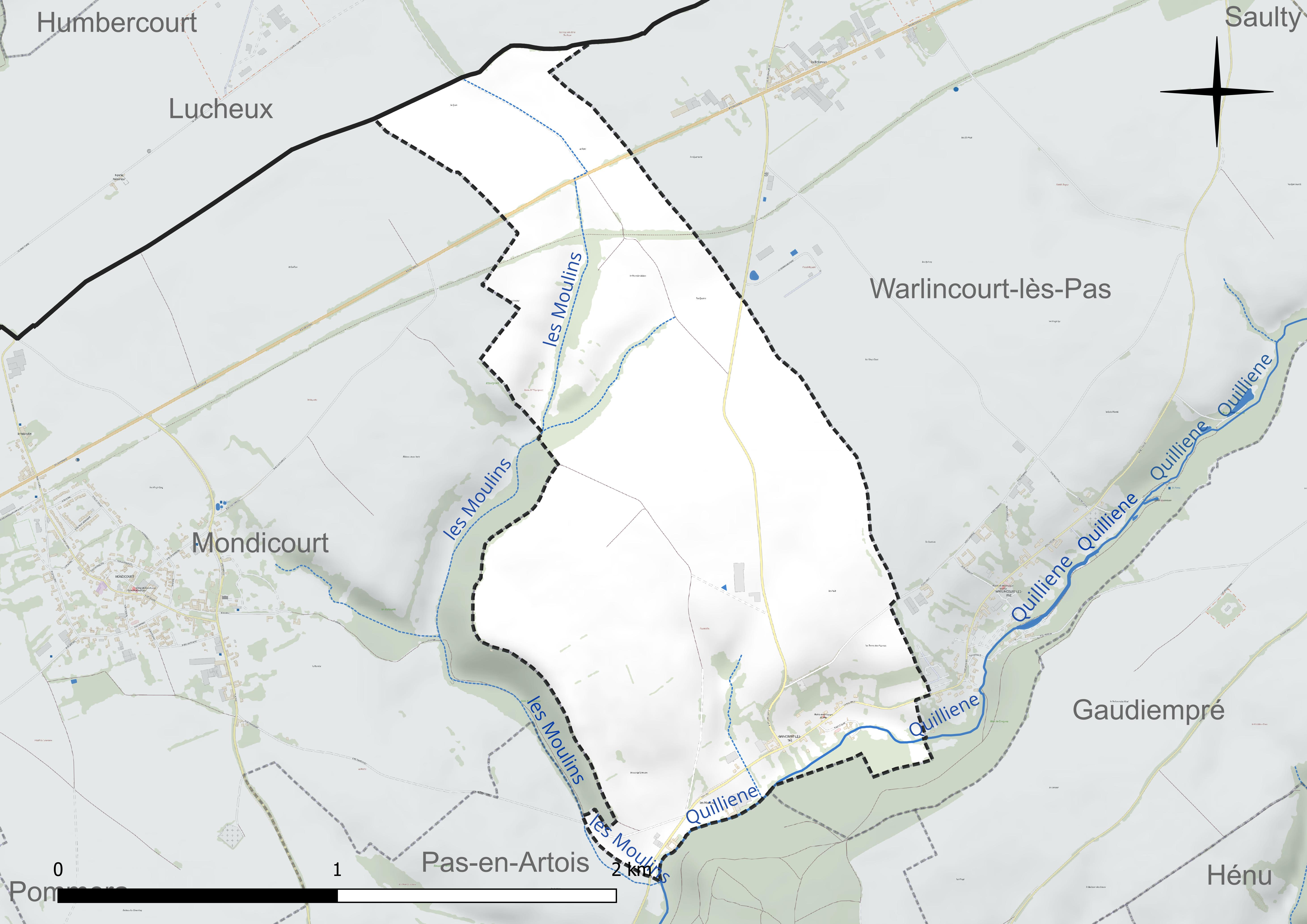
Réseau hydrographique de Grincourt-lès-Pas.

- les Moulins, d'une longueur de 2,72 km, qui prend sa source dans la commune et se jette dans la Quilliene au niveau de la commune de Pas-en-Artois[5].

### Climat
Pour des articles plus généraux, voir Climat des Hauts-de-France et Climat du Pas-de-Calais.
En 2010, le climat de la commune est de type climat océanique dégradé des plaines du Centre et du Nord, selon une étude du CNRS s'appuyant sur une série de données couvrant la période 1971-2000. En 2020, Météo-France publie une typologie des climats de la France métropolitaine dans laquelle la commune est exposée à un climat océanique et est dans une zone de transition entre les régions climatiques « Nord-est du bassin Parisien » et « Côtes de la Manche orientale ».
Pour la période 1971-2000, la température annuelle moyenne est de 10,1 °C, avec une amplitude thermique annuelle de 14,3 °C. Le cumul annuel moyen de précipitations est de 846 mm, avec 13 jours de précipitations en janvier et 9,3 jours en juillet. Pour la période 1991-2020, la température moyenne annuelle observée sur la station météorologique la plus proche, située sur la commune de Saulty à 6 km à vol d'oiseau, est de 10,4 °C et le cumul annuel moyen de précipitations est de 899,7 mm,. Pour l'avenir, les paramètres climatiques de la commune estimés pour 2050 selon différents scénarios d'émission de gaz à effet de serre sont consultables sur un site dédié publié par Météo-France en novembre 2022.

### Paysages
Pour un article plus général, voir Paysage en France.
La commune s'inscrit dans l'est du « paysage du val d’Authie » tel que défini dans l’atlas des paysages de la région Nord-Pas-de-Calais, conçu par la direction régionale de l'Environnement, de l'Aménagement et du Logement (DREAL),.
Ce paysage, qui concerne 83 communes, se délimite : au sud, dans le département de la  Somme par le « paysage de l’Authie et du Ponthieu, dépendant de l’atlas des paysages de la Picardie et au nord et à l’est par les paysages du Montreuillois, du Ternois et les paysages des plateaux cambrésiens et artésiens. Le caractère frontalier de la vallée de l’Authie, aujourd’hui entre le Pas-de-Calais et la Somme, remonte au Moyen Âge où elle séparait le royaume de France du royaume d’Espagne, au nord.
Son coteau Nord est net et escarpé alors que le coteau Sud offre des pentes plus douces. À l’Ouest, le fleuve s’ouvre sur la baie d'Authie, typique de l’estuaire picard, et se jette dans la Manche. Avec son vaste estuaire et les paysages des bas-champs, la baie d’Authie contraste avec les paysages plus verdoyants en amont.
L’Authie, entaille profonde du plateau artésien, a créé des entités écopaysagères prononcées avec un plateau calcaire dont l’altitude varie de 100  à   163 m qui s’étend de chaque côté du fleuve. L’altitude du plateau décline depuis le pays de Doullens, à l'est (point culminant à 163 m), vers les bas-champs picards, à l'ouest (moins de 40 m). Le fond de la vallée de l’Authie, quant à lui, est recouvert d’alluvions et de tourbes. L’Authie est un fleuve côtier classé comme cours d'eau de première catégorie où le peuplement piscicole dominant est constitué de salmonidés. L’occupation des sols des paysages de la Vallée de l’Authie est composée pour 70 % en culture.

### Milieux naturels et biodiversité

#### Zone naturelle d'intérêt écologique, faunistique et floristique
L’inventaire des zones naturelles d'intérêt écologique, faunistique et floristique (ZNIEFF) a pour objectif de réaliser une couverture des zones les plus intéressantes sur le plan écologique, essentiellement dans la perspective d’améliorer la connaissance du patrimoine naturel national et de fournir aux différents décideurs un outil d’aide à la prise en compte de l’environnement dans l’aménagement du territoire.
Le territoire communal comprend une ZNIEFF de type 1 : la vallée de la Quillienne, ses vallons adjacents et bois d'Orville, d’une superficie de 2 143 ha et d'une altitude variant de 65  à   154 m. Cette vallée associe des influences thermophiles dans les lisières et sur les pelouses et un caractère psychrophile au niveau des forêts de ravins. Une partie du site est occupée par l’agriculture intensive.

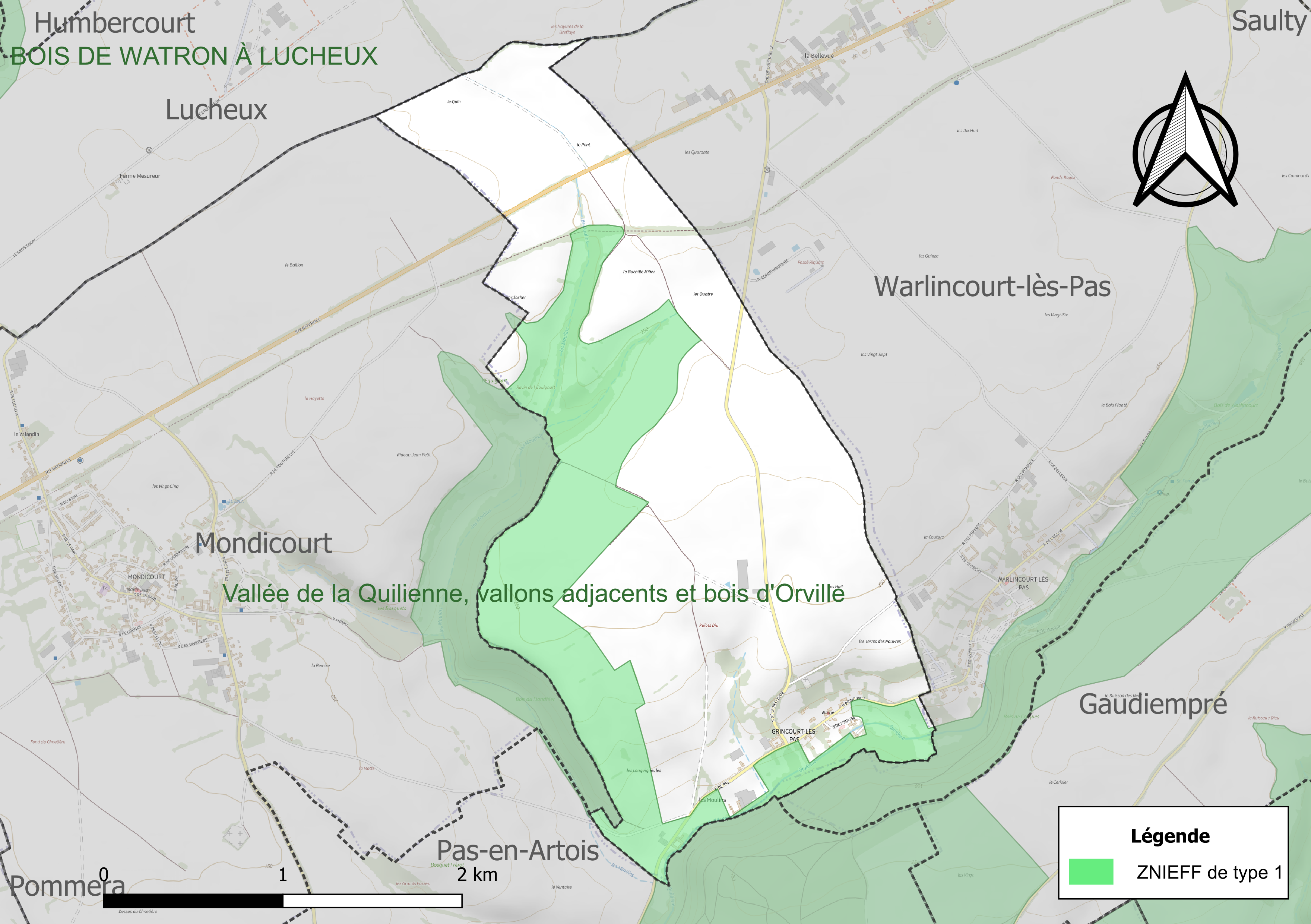
Carte de la ZNIEFF sur la commune.

#### Espèces faunistiques et floristiques
Le site de l’Inventaire national du patrimoine naturel (INPN) recense 271 espèces faunistiques et floristiques sur le territoire de la commune dont 21 protégées et 9 taxons (espèces et sous-espèces) menacées et quasi-menacées.

## Urbanisme

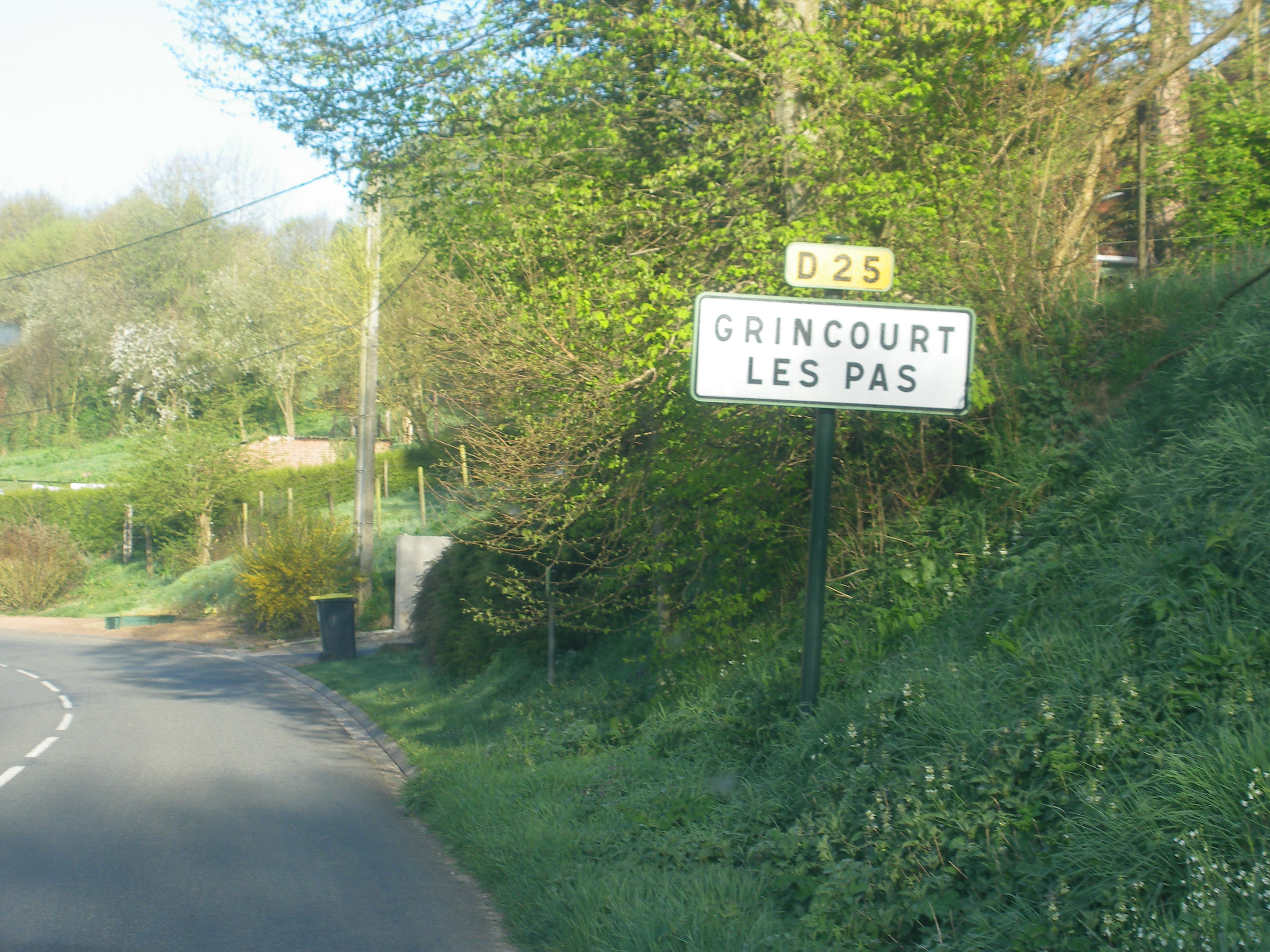
Une entrée de la commune.

### Typologie
Au 1er janvier 2024, Grincourt-lès-Pas est catégorisée commune rurale à habitat très dispersé, selon la nouvelle grille communale de densité à sept niveaux définie par l'Insee en 2022.
Elle est située hors unité urbaine. Par ailleurs la commune fait partie de l'aire d'attraction d'Amiens, dont elle est une commune de la couronne,. Cette aire, qui regroupe 369 communes, est catégorisée dans les aires de 200 000 à moins de 700 000 habitants,.

### Occupation des sols
L'occupation des sols de la commune, telle qu'elle ressort de la base de données européenne d’occupation biophysique des sols Corine Land Cover (CLC), est marquée par l'importance des territoires agricoles (93,6 % en 2018), une proportion identique à celle de 1990 (93,6 %). La répartition détaillée en 2018 est la suivante : 
arableterres arables (64,5 %), prairies (21,5 %), zones agricoles hétérogènes (7,6 %), forêts (6,4 %). L'évolution de l’occupation des sols de la commune et de ses infrastructures peut être observée sur les différentes représentations cartographiques du territoire : la carte de Cassini (XVIIIe siècle), la carte d'état-major (1820-1866) et les cartes ou photos aériennes de l'IGN pour la période actuelle (1950 à aujourd'hui).

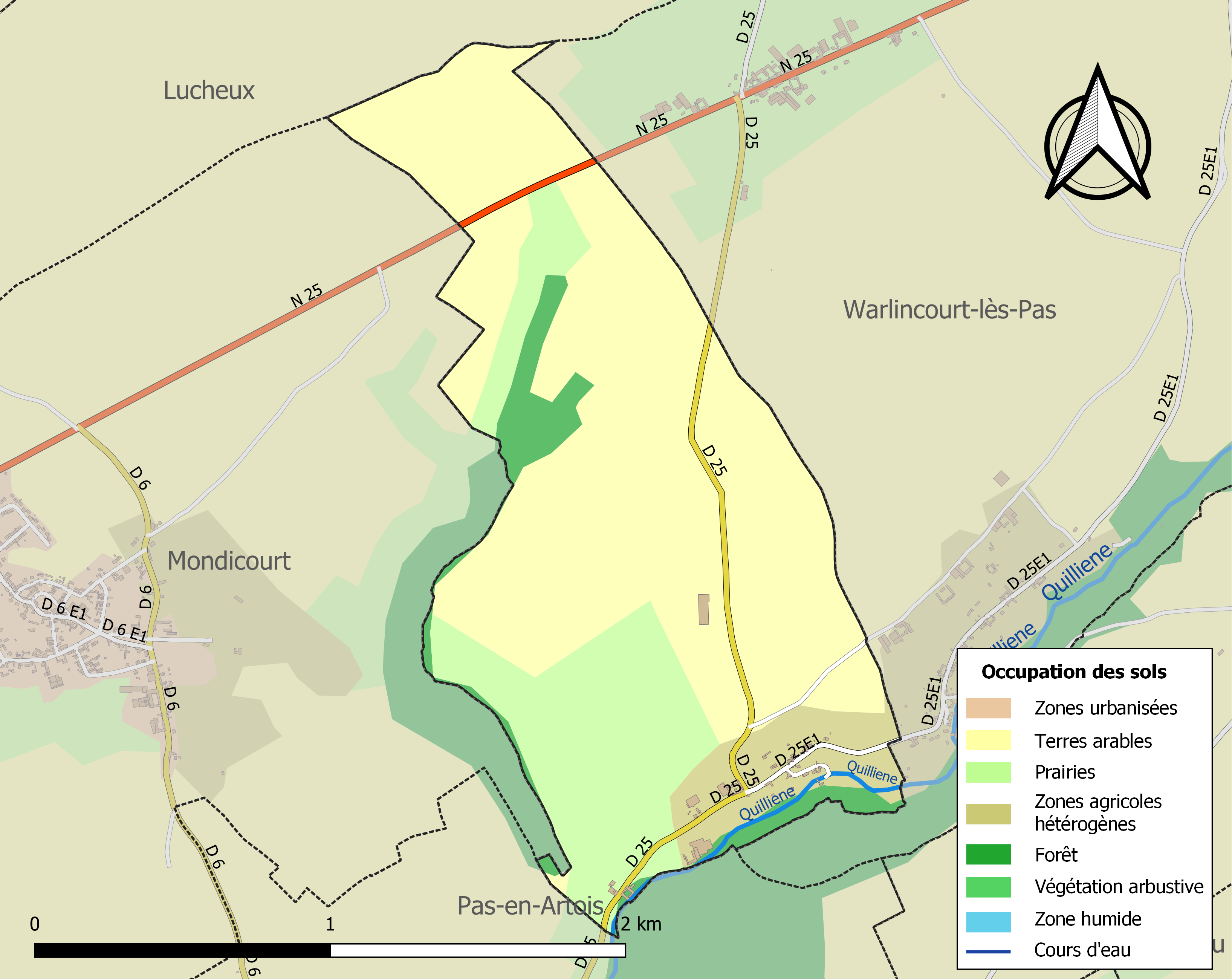
Carte des infrastructures et de l'occupation des sols de la commune en 2018 (CLC).

## Toponymie
Le nom de la localité est attesté sous les formes Gernicurtis [lire : Gerincurtis] en 1022 ; Gerincurt en 1024 ; Grincurt de 1154 à 1159 ; Graincurt en 1159 ; Griencourt vers 1163 ; Graincort en 1250 ; Grancort en 1263 ; Granicurtis en 1266 ; Guerincourt en 1299 ; Grincourt en 1463 ; Grantcourt en 1515 ; Grandcourt en 1518; Grincourt en 1793 ; Graincourt et Grincourt-lès-Pas depuis 1801.

## Politique et administration
→ Conseils pour la rédaction de cette section.

### Élections municipales et communautaires
Le premier tour des élections municipales de 2020 se déroule le 15 mars. Le confinement lié à la pandémie de Covid-19 retarde de trois mois la tenue du second tour, qui a lieu le 28 juin. Grincourt-lès-Pas est la plus petite commune du département du Pas-de-Calais à accueillir un second tour.

#### Liste des maires
| Période                                  | Période                    | Identité        | Étiquette | Qualité                                |
| ---------------------------------------- | -------------------------- | --------------- | --------- | -------------------------------------- |
| Les données manquantes sont à compléter. |                            |                 |           |                                        |
| 1995                                     | 7 avril 2012               | Jean Roussel    | DVG       | Professeur retraité Décédé en fonction |
| juin 2012                                | 2014                       | Chantal Roussel |           |                                        |
| 2014,                                    | 2020                       | Michel Bresson  |           |                                        |
| 3 juillet 2020                           | En cours (au 14 mars 2022) | Benoît François |           | Agriculteur sur moyenne exploitation,  |

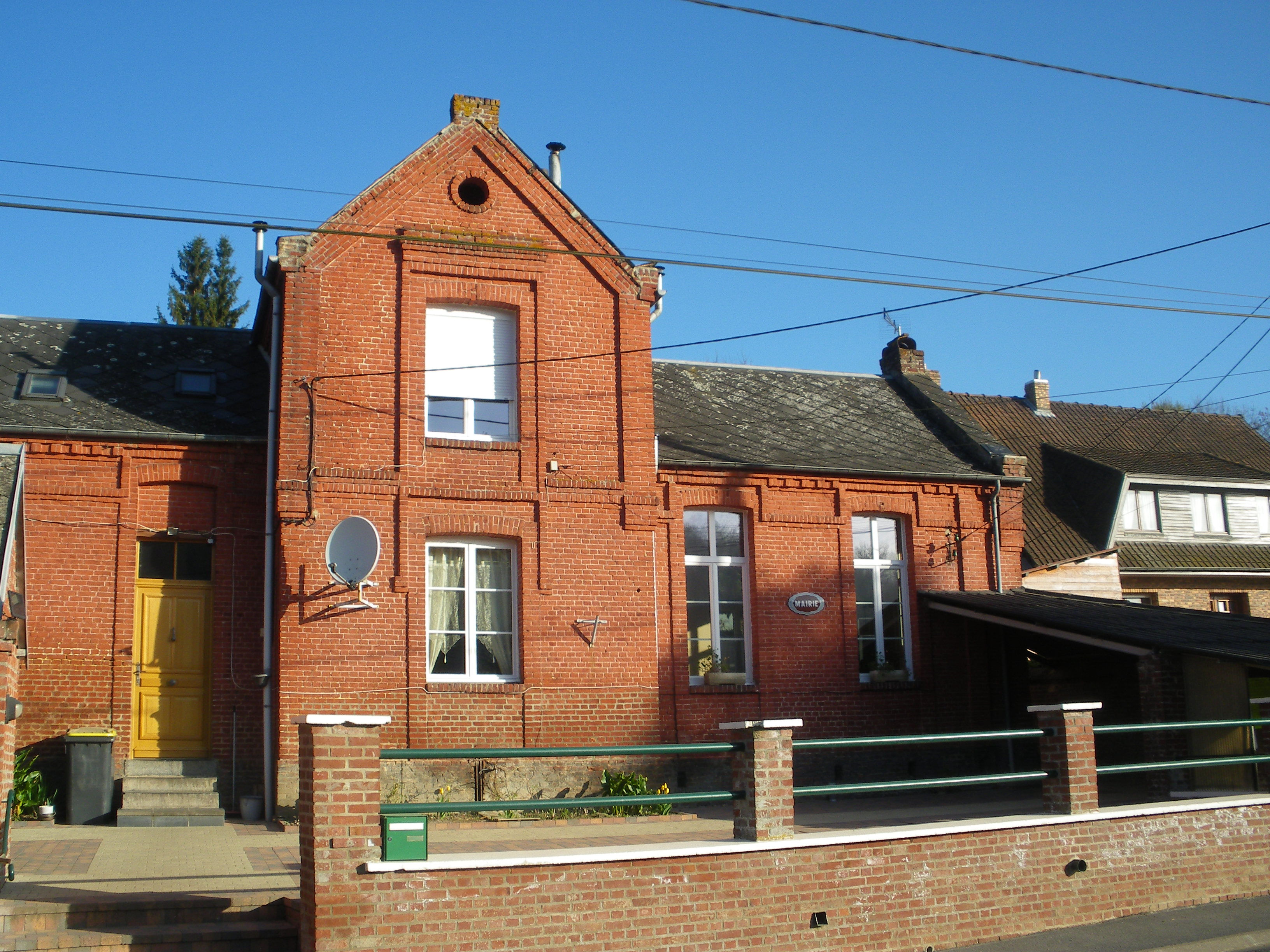
La mairie.

Une réflexion est engagée en 2013/2014 entre les villages de Warlincourt-lès-Pas (200 habitants, près de 500 hectares) et Grincourt (33 habitants, 300 hectares) pour créer une commune unique.

## Population et société

### Démographie
Les habitants de la commune sont appelés les Grincourtois.

#### Évolution démographique
L'évolution du nombre d'habitants est connue à travers les recensements de la population effectués dans la commune depuis 1793. Pour les communes de moins de 10 000 habitants, une enquête de recensement portant sur toute la population est réalisée tous les cinq ans, les populations de référence des années intermédiaires étant quant à elles estimées par interpolation ou extrapolation. Pour la commune, le premier recensement exhaustif entrant dans le cadre du nouveau dispositif a été réalisé en 2008.

En 2022, la commune comptait 30 habitants, en évolution de +3,45 % par rapport à 2016 (Pas-de-Calais : −0,72 %, France hors Mayotte : +2,11 %).
| 1793 | 1800 | 1806 | 1821 | 1831 | 1836 | 1841 | 1846 | 1851 |
| ---- | ---- | ---- | ---- | ---- | ---- | ---- | ---- | ---- |
| 114  | 136  | 125  | 145  | 131  | 120  | 119  | 135  | 138  |

| 1856 | 1861 | 1866 | 1872 | 1876 | 1881 | 1886 | 1891 | 1896 |
| ---- | ---- | ---- | ---- | ---- | ---- | ---- | ---- | ---- |
| 148  | 150  | 157  | 134  | 130  | 112  | 96   | 111  | 89   |

| 1901 | 1906 | 1911 | 1921 | 1926 | 1931 | 1936 | 1946 | 1954 |
| ---- | ---- | ---- | ---- | ---- | ---- | ---- | ---- | ---- |
| 78   | 78   | 73   | 70   | 68   | 61   | 56   | 61   | 53   |

| 1962 | 1968 | 1975 | 1982 | 1990 | 1999 | 2006 | 2008 | 2013 |
| ---- | ---- | ---- | ---- | ---- | ---- | ---- | ---- | ---- |
| 51   | 55   | 45   | 55   | 55   | 39   | 41   | 42   | 34   |

| 2018 | 2022 | - | - | - | - | - | - | - |
| ---- | ---- | - | - | - | - | - | - | - |
| 30   | 30   | - | - | - | - | - | - | - |

#### Pyramide des âges
La population de la commune est relativement âgée.
En 2018, le taux de personnes d'un âge inférieur à 30 ans s'élève à 23,4 %, soit en dessous de la moyenne départementale (36,7 %). À l'inverse, le taux de personnes d'âge supérieur à 60 ans est de 40,0 % la même année, alors qu'il est de 24,9 % au niveau départemental.
En 2018, la commune comptait 11 hommes pour 19 femmes, soit un taux de 63,33 % de femmes, largement supérieur au taux départemental (51,50 %).
Les pyramides des âges de la commune et du département s'établissent comme suit.
| Hommes | Classe d’âge | Femmes |
| ------ | ------------ | ------ |
| 0,0    | 90 ou +      | 0,0    |
| 0,0    | 75-89 ans    | 15,8   |
| 27,3   | 60-74 ans    | 31,6   |
| 36,4   | 45-59 ans    | 26,3   |
| 9,1    | 30-44 ans    | 5,3    |
| 18,2   | 15-29 ans    | 15,8   |
| 9,1    | 0-14 ans     | 5,3    |

| Hommes | Classe d’âge | Femmes |
| ------ | ------------ | ------ |
| 0,5    | 90 ou +      | 1,6    |
| 5,6    | 75-89 ans    | 8,9    |
| 16,7   | 60-74 ans    | 18,1   |
| 20,2   | 45-59 ans    | 19,2   |
| 18,9   | 30-44 ans    | 18,1   |
| 18,2   | 15-29 ans    | 16,2   |
| 19,9   | 0-14 ans     | 17,9   |

## Culture locale et patrimoine

### Lieux et monuments

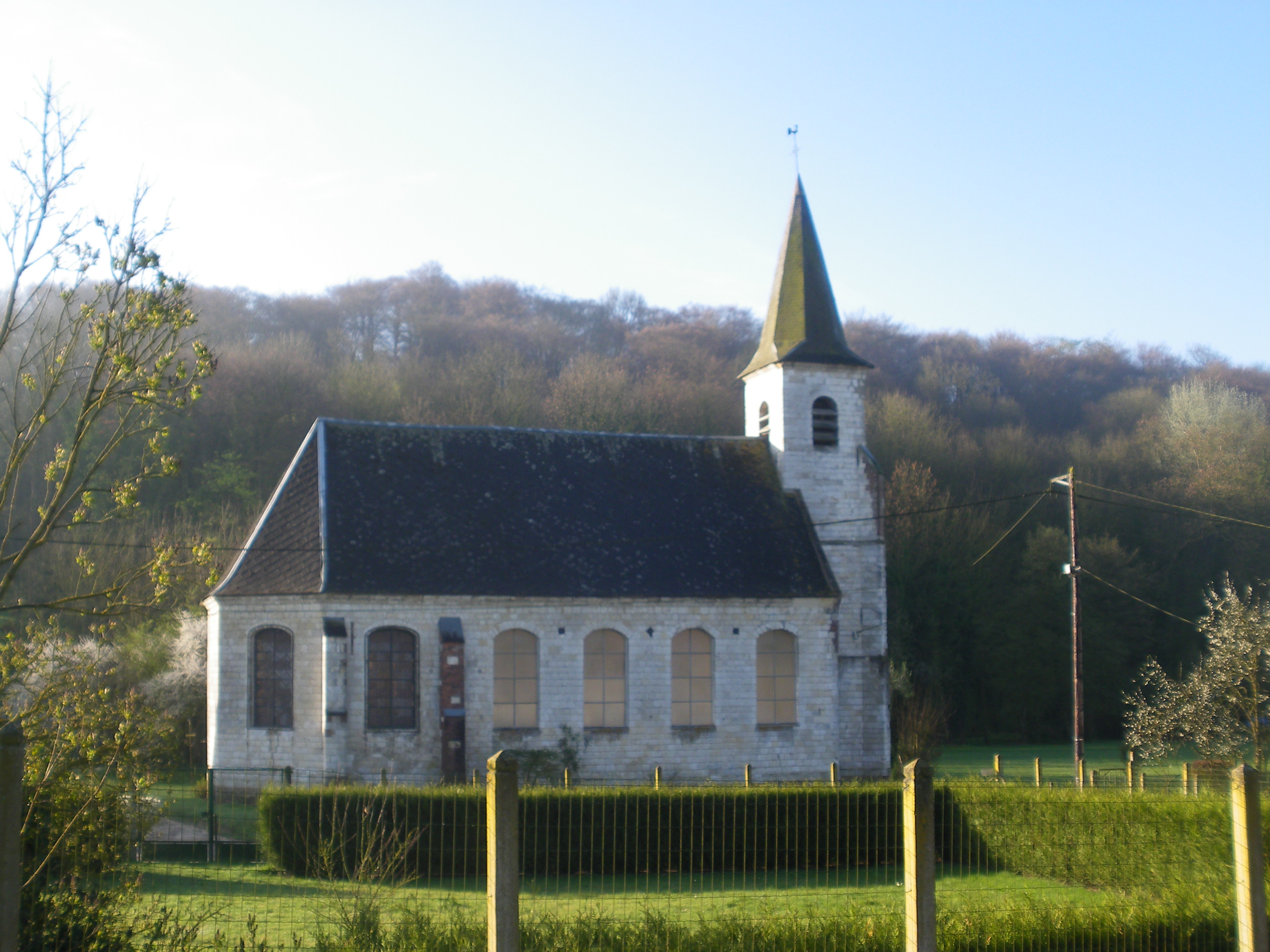
L'église Notre-Dame.

- L'église Notre-Dame. Elle héberge 4 éléments patrimoniaux, répertoriés dans la base Palissy, classés ou inscrits au titre d'objet des monuments historiques, dont deux sont classés[36].
- Le monument aux morts[37].
- L'ancienne brasserie Guilbert[38].

### Héraldique, logotype et devise
| Blason de Grincourt-lès-Pas | Blason  | Parti : au 1er d'argent à la Vierge à l'Enfant de carnation, vêtus d'azur, au 2e parti émanché de gueules et d'argent. |
| Blason de Grincourt-lès-Pas | Détails | Le statut officiel du blason reste à déterminer.                                                                       |

## Pour approfondir